# Eucosmophora paraguayensis
Eucosmophora paraguayensis är en fjärilsart som beskrevs av Davis och Wagner 2005. Eucosmophora paraguayensis ingår i släktet Eucosmophora och familjen styltmalar.
Artens utbredningsområde är Paraguay. Inga underarter finns listade i Catalogue of Life.